# 東照宮 (会津若松市)
東照宮（とうしょうぐう）は徳川家康を祭神とする神社であるが、ここでは戊辰戦争で焼失するまで若松城二の丸、三の丸南方（現在の福島県会津若松市城南町、城東町）にあった東照宮について記す。

## 歴史
寛永元年（1624年）に、時の会津藩主蒲生忠郷は徳川家康の外孫に当たるために東照宮勧請を要請、許可されて創建。加藤明成や保科正之の代で神料200石であった。別当寺は天台宗寺院の延寿寺。延寿寺とともに戊辰戦争の戦火で焼失した。